# Eukoenenia pyrenaella
Espèce
Eukoenenia pyrenaella est une espèce de palpigrades de la famille des Eukoeneniidae.

## Distribution
Cette espèce est endémique d'Occitanie en France. Elle se rencontre dans la grotte Sainte-Catherine à Balaguères en Ariège.

## Description
Le mâle holotype mesure 1,53 mm.

## Étymologie
Son nom d'espèce lui a été donné en référence au lieu de sa découverte, les Pyrénées.

## Publication originale
- Condé, 1990 : Palpigrades (Arachnida) de grottes d'Europe. Revue Suisse de Zoologie, vol. 96, no 4, p. 823-840 (texte original).